# 양과 강철의 숲
양과 강철의 숲(羊と鋼の森, The Forest of Wool and Steel)은 일본에서 제작된 하시모토 미츠지로 감독의 2017년 드라마 영화이다. 야마자키 켄토 등이 주연으로 출연하였다.

## 출연

### 주연
- 야마자키 켄토
- 스즈키 료헤이
- 카미시라이시 모네
- 카미시라이시 모카

## 제작진
- 원작자: 미야시타 나츠